# 사무라이 쇼다운: 센
《사무라이 쇼다운: 센》(Samurai Shodown: Sen)은 SNK 플레이모어가 제작한 2008년 대전 격투 게임이다. 《사무라이 쇼다운》에서 3D로 개발된 네번째 게임이다. 아케이드로 《사무라이 쇼다운: 운명의 날》(Samurai Shodown: Edge of Destiny)이라는 제목으로 2008년 4월 17일에 처음 발매된 후, 엑스박스 360판은 지금의 제목으로 바꿔서 2009년 12월 10일 출시됐다. 대한민국에는 엑스박스 360판만 출시됐다.
2007년 도쿄 게임쇼에서 처음 발표된 후, 여러 차례 로케이션 테스트를 해 개발됐다.

## 참조
1. ↑  일본판 제목 《사무라이 스피리츠: 센》(サムライスピリッツ閃).
2. ↑  중국판 제목 《사무라이 스피리츠: 운명지인》(侍魂 -命運之刃-).